# Antran
Cet article possède un paronyme, voir Antrain.
Antran est une commune du Centre-Ouest de la France, située dans la banlieue nord de Châtellerault, dans le département de la Vienne  en région Nouvelle-Aquitaine.

## Géographie

### Géologie et relief
La région d'Antran présente un paysage de plaines vallonnées plus ou moins boisées et de villes.
Le terroir se compose :
- sur les collines calcaires, de champagnes ou aubues qui sont des sols gris clair, argilo-limoneux, sur craie et donc calcaires (30 %) ;
- dans les vallées et les terrasses alluviales, de calcaires (30 %) ;
- sur les collines et les dépressions sableuses des bordures du Bassin Parisien, de bornais sableux du Loudunais (17 %), d'Argilo (15 %) et de Tuffeau jaune (9 %) ;
- de l'agglomération pour moins de 1 %.

### Communes limitrophes
|        | Vellèches | Vaux-sur-Vienne |
| Usseau | Antran    | Ingrandes       |
| Thuré  |           | Châtellerault   |

### Hydrographie
La commune est traversée par 9,2 km de cours d'eau dont la rivière principale est la Vienne sur une longueur de 2,7 km. Mais, le réseau hydraulique comprend aussi le ruisseau de Gâtineau sur une longueur de 4,2 km,le ruisseau de Vauzelle sur une longueur de 1,3 km, et la Vauxoise sur une longueur de 0,9 km.
La Vienne bénéficie d’un classement afin de protéger ou de restaurer sa continuité écologique sur le territoire communal : la construction de tout nouvel ouvrage faisant obstacle à sa continuité écologique est interdit et des aménagements devront permettre d’assurer ou de rétablir la libre circulation des poissons migrateurs et le transit des sédiments.

### Climat
Pour des articles plus généraux, voir Climat de la Nouvelle-Aquitaine et Climat de la Vienne.
Historiquement, la commune est exposée à un climat océanique du nord-ouest.  
En 2020, Météo-France publie une typologie des climats de la France métropolitaine dans laquelle la commune est exposée à un climat océanique altéré et est dans la région climatique Poitou-Charentes, caractérisée par un bon ensoleillement, particulièrement en été et des vents modérés.
Pour la période 1971-2000, la température annuelle moyenne est de 11,8 °C, avec une amplitude thermique annuelle de 15 °C. Le cumul annuel moyen de précipitations est de 652 mm, avec 10,9 jours de précipitations en janvier et 6,6 jours en juillet. Pour la période 1991-2020, la température moyenne annuelle observée sur la station météorologique la plus proche, située sur la commune de Lésigny à 16,99 km à vol d'oiseau, est de 12,1 °C et le cumul annuel moyen de précipitations est de 743,3 mm,. Pour l'avenir, les paramètres climatiques de la commune estimés pour 2050 selon différents scénarios d’émission de gaz à effet de serre sont consultables sur un site dédié publié par Météo-France en novembre 2022.

## Urbanisme

### Typologie
Au 1er janvier 2024, Antran est catégorisée bourg rural, selon la nouvelle grille communale de densité à sept niveaux définie par l'Insee en 2022.
Elle appartient à l'unité urbaine de Châtellerault, une agglomération intra-départementale regroupant quatre  communes, dont elle est une commune de la banlieue,,. Par ailleurs la commune fait partie de l'aire d'attraction de Châtellerault, dont elle est une commune de la couronne,. Cette aire, qui regroupe 44 communes, est catégorisée dans les aires de 50 000 à moins de 200 000 habitants,.

### Occupation des sols
L'occupation des sols de la commune, telle qu'elle ressort de la base de données européenne d’occupation biophysique des sols Corine Land Cover (CLC), est marquée par l'importance des territoires agricoles (72,5 % en 2018), en diminution par rapport à 1990 (73,7 %). La répartition détaillée en 2018 est la suivante : 
terres arables (56 %), forêts (19,8 %), zones agricoles hétérogènes (15,8 %), zones urbanisées (3,1 %), milieux à végétation arbustive et/ou herbacée (2,4 %), eaux continentales (2,3 %), prairies (0,7 %). L'évolution de l’occupation des sols de la commune et de ses infrastructures peut être observée sur les différentes représentations cartographiques du territoire : la carte de Cassini (XVIIIe siècle), la carte d'état-major (1820-1866) et les cartes ou photos aériennes de l'IGN pour la période actuelle (1950 à aujourd'hui).

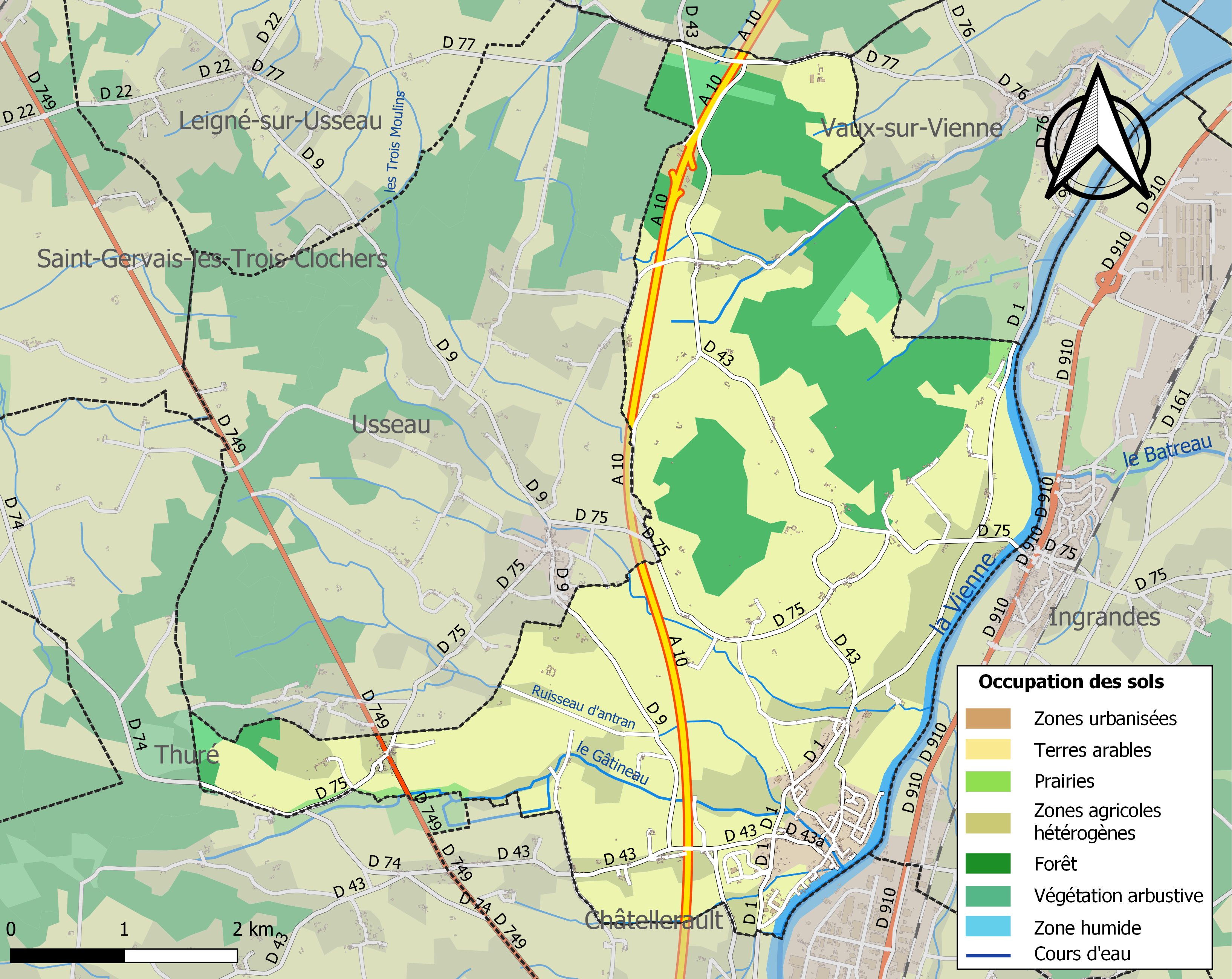
Carte des infrastructures et de l'occupation des sols de la commune en 2018 (CLC).

### Risques majeurs
Le territoire de la commune d'Antran est vulnérable à différents aléas naturels : météorologiques (tempête, orage, neige, grand froid, canicule ou sécheresse), inondations, feux de forêts, mouvements de terrains et séisme (sismicité modérée). Il est également exposé à deux risques technologiques,  le transport de matières dangereuses et la rupture d'un barrage. Un site publié par le BRGM permet d'évaluer simplement et rapidement les risques d'un bien localisé soit par son adresse soit par le numéro de sa parcelle.

#### Risques naturels
Certaines parties du territoire communal sont susceptibles d’être affectées par le risque d’inondation par débordement de cours d'eau, notamment la Vienne. La commune a été reconnue en état de catastrophe naturelle au titre des dommages causés par les inondations et coulées de boue survenues en 1982, 1993, 1999 et 2010,. Le risque inondation est pris en compte dans l'aménagement du territoire de la commune par le biais du plan de prévention des risques (PPR) inondation (PPRI) de la « vallée de la Vienne "aval" - Section Antran/Port-de-Piles », approuvé le 20 avril 2010 et par le PPRI « Vienne Communauté d’Agglomération de Grand Châtellerault (CAGC) », prescrit le 28 janvier 2021.
Antran est exposée au risque de feu de forêt. En 2014, le deuxième plan départemental de protection des forêts contre les incendies (PDPFCI) a été adopté pour la période 2015-2024. Les obligations légales de débroussaillement dans le département sont définies dans un arrêté préfectoral du 29 mai 2015,, celles relatives à l'emploi du feu et au brûlage des déchets verts le sont dans un arrêté permanent du 24 mai 2015,.

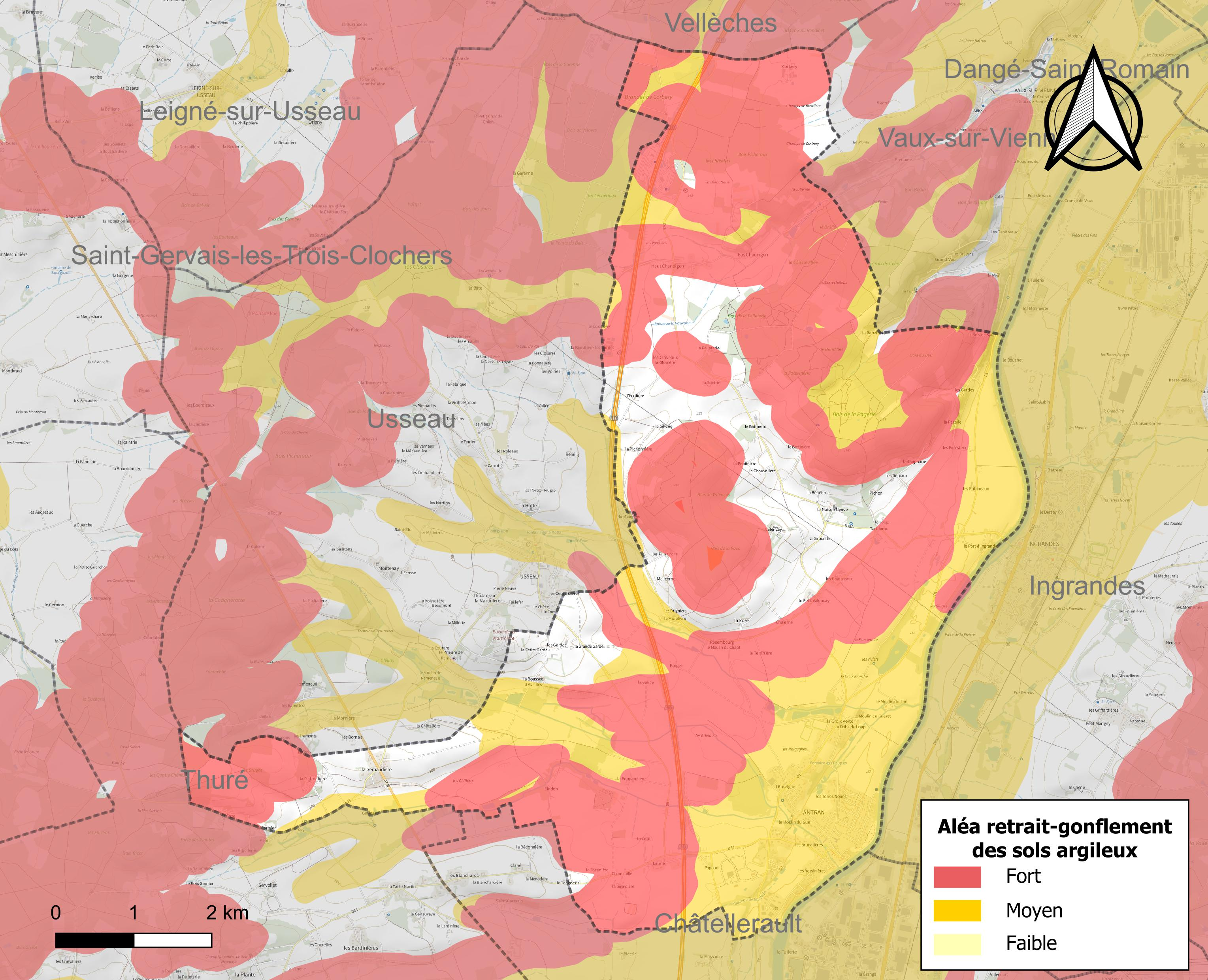
Carte des zones d'aléa retrait-gonflement des sols argileux d'Antran.

Les mouvements de terrains susceptibles de se produire sur la commune sont des affaissements et effondrements liés aux cavités souterraines (hors mines) et des tassements différentiels. Afin de mieux appréhender le risque d’affaissement de terrain, un inventaire national permet de localiser les éventuelles cavités souterraines sur la commune. Le retrait-gonflement des sols argileux est susceptible d'engendrer des dommages importants aux bâtiments en cas d’alternance de périodes de sécheresse et de pluie. 83 % de la superficie communale est en aléa moyen ou fort (79,5 % au niveau départemental et 48,5 % au niveau national). Depuis le 1er octobre 2020, en application de la loi ÉLAN, différentes contraintes s'imposent aux vendeurs, maîtres d'ouvrages ou constructeurs de biens situés dans une zone classée en aléa moyen ou fort,.
La commune a été reconnue en état de catastrophe naturelle au titre des dommages causés par la sécheresse en 2005 et 2017 et par des mouvements de terrain en 1999 et 2010.

#### Risque technologique
La commune est en outre située en aval du barrage de Vassivière, un ouvrage de classe A situé dans le département de la Creuse, sur la Maulde. Le PPI a été approuvé par arrêté interpréfectoral du 29 décembre 2010. À ce titre elle est susceptible d’être touchée par l’onde de submersion consécutive à la rupture de cet ouvrage.

## Toponymie
Le nom de la localité est attesté dans cette phrase latine Ecclesia Sancti Hylarii de Intra Annam, ad intra Amnem, puis Ex Intermanis villa, sous la forme latine inter amnis vers 1100, qui signifie « entre deux eaux ». En effet, le territoire de la commune est situé entre la Vienne et le Gätineau,
Ce toponyme provient d'un domaine gallo-romain situé entre deux cours d'eau,,.

## Politique et administration

### Liste des maires
| Période       | Période       | Identité       | Étiquette | Qualité |
| ------------- | ------------- | -------------- | --------- | ------- |
| mars 2001     | novembre 2020 | Alain Pichon   | DVD       |         |
| novembre 2020 | En cours      | Élodie Sivault |           |         |

### Instances judiciaires et administratives
La commune relève du tribunal d'instance de Poitiers, du tribunal de grande instance de Poitiers, de la cour d'appel  Poitiers, du tribunal pour enfants de Poitiers, du conseil de prud'hommes de Poitiers, du tribunal de commerce de Poitiers, du tribunal administratif de Poitiers et de la cour administrative d'appel  de  Bordeaux,  du tribunal des pensions de Poitiers, du tribunal des affaires de la Sécurité sociale de la Vienne, de la cour d’assises de la Vienne.

### Politique environnementale
Dans son palmarès 2024, le Conseil national de villes et villages fleuris de France a attribué deux fleurs à la commune.

#### Traitement des déchets et économie circulaire
La commune a aménagé une déchèterie.

## Démographie
Les habitants sont nommés les Antranais.
L'évolution du nombre d'habitants est connue à travers les recensements de la population effectués dans la commune depuis 1793. Pour les communes de moins de 10 000 habitants, une enquête de recensement portant sur toute la population est réalisée tous les cinq ans, les populations de référence des années intermédiaires étant quant à elles estimées par interpolation ou extrapolation. Pour la commune, le premier recensement exhaustif entrant dans le cadre du nouveau dispositif a été réalisé en 2004.

En 2022, la commune comptait 1 156 habitants, en évolution de −4,23 % par rapport à 2016 (Vienne : +0,6 %, France hors Mayotte : +2,11 %).
| 1793 | 1800 | 1806 | 1821 | 1831 | 1836 | 1841 | 1846 | 1851 |
| ---- | ---- | ---- | ---- | ---- | ---- | ---- | ---- | ---- |
| 412  | 660  | 558  | 560  | 529  | 606  | 608  | 563  | 646  |

| 1856 | 1861 | 1866 | 1872 | 1876 | 1881 | 1886 | 1891 | 1896 |
| ---- | ---- | ---- | ---- | ---- | ---- | ---- | ---- | ---- |
| 599  | 623  | 607  | 634  | 607  | 625  | 658  | 653  | 671  |

| 1901 | 1906 | 1911 | 1921 | 1926 | 1931 | 1936 | 1946 | 1954 |
| ---- | ---- | ---- | ---- | ---- | ---- | ---- | ---- | ---- |
| 639  | 656  | 633  | 575  | 558  | 574  | 564  | 593  | 610  |

| 1962 | 1968 | 1975 | 1982  | 1990 | 1999  | 2004  | 2006  | 2009  |
| ---- | ---- | ---- | ----- | ---- | ----- | ----- | ----- | ----- |
| 585  | 648  | 761  | 1 023 | 978  | 1 060 | 1 119 | 1 108 | 1 139 |

| 2014  | 2019  | 2022  | - | - | - | - | - | - |
| ----- | ----- | ----- | - | - | - | - | - | - |
| 1 199 | 1 163 | 1 156 | - | - | - | - | - | - |

En 2008, selon l’INSEE, la densité de population de la commune était de 47 hab./km2, 61 hab./km2 pour le département, 68 hab./km2 pour la région Poitou-Charentes et 115 hab./km2 pour la France.

## Économie
Selon la direction régionale de l'Alimentation, de l'Agriculture et de la Forêt de Poitou-Charentes, il n'y a plus que 10 exploitations agricoles en 2010 contre 19 en 2000.
Les surfaces agricoles utilisées sont passées de 1 162 hectares en 2000 à 985 hectares en 2010.47 % sont destinées à la culture des céréales (blé tendre pour plus de la moitié et maïs), 15 % pour les oléagineux (essentiellement du tournesol et un peu de colza) et 11 % reste en herbes.
L'élevage ne concerne en 2010 que les bovins (355 têtes) alors qu'en 2000,il y avait un troupeau de 52 ovins et 254 bovins, ainsi que plusieurs élevages de volailles (105 têtes répartis sur 7 exploitations).
Il existe sur le territoire un élevage industriel de porcs (autour de 2 400 têtes: SCEA (Société civile d'exploitation agricole) Les Bordes.

## Culture locale et patrimoine

### Lieux et monuments

#### Patrimoine civil et religieux
- Château de Valençay dont les communs, le pigeonnier et la toiture sont inscrits comme monument historique depuis 1964.
- L'église Saint-Hilaire d'Antran de style roman avec ses modillons sculptés. Elle est inscrite à l'Inventaire général du patrimoine culturel[42].
- Lavoir
- Plusieurs grands croix de chemin en bois.
- Vestiges archéologiques d'un édifice de 50 mètres de long et de 15 mètres de large, datant de l'âge de bronze (environ six siècles avant Jésus-Christ)[43]

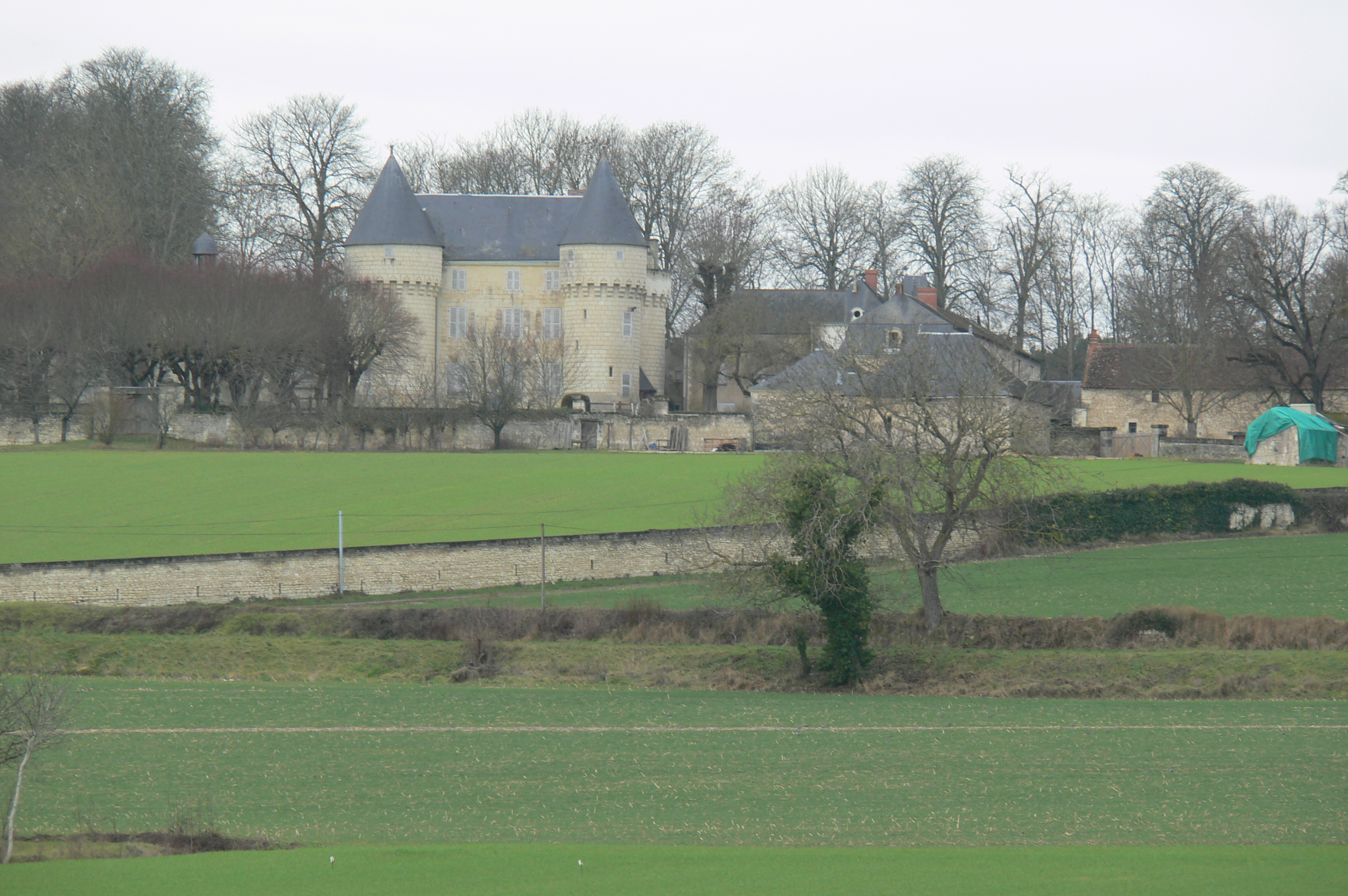
Château de Valençay.
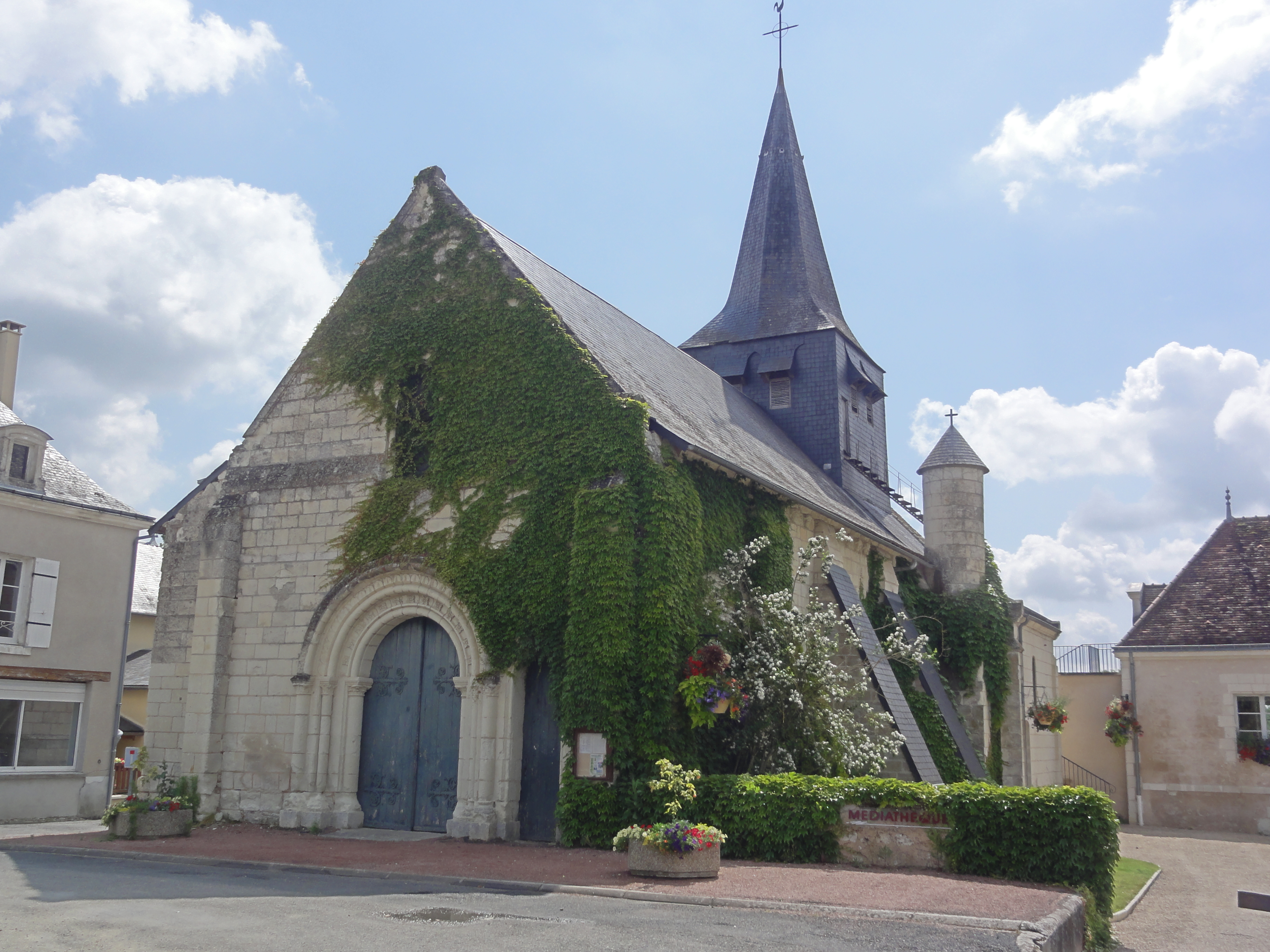
L'église.
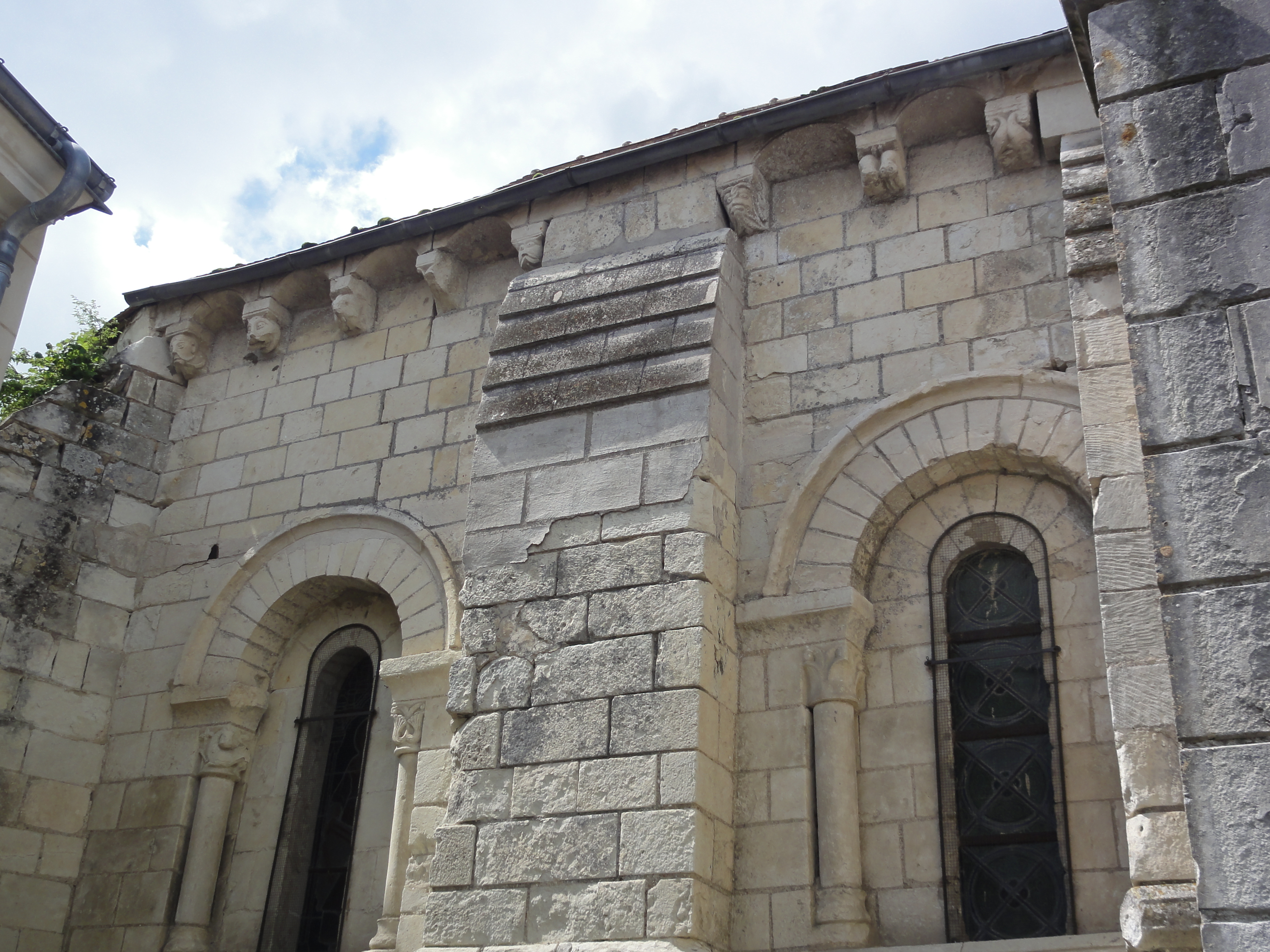
Quelques-uns des modillons.
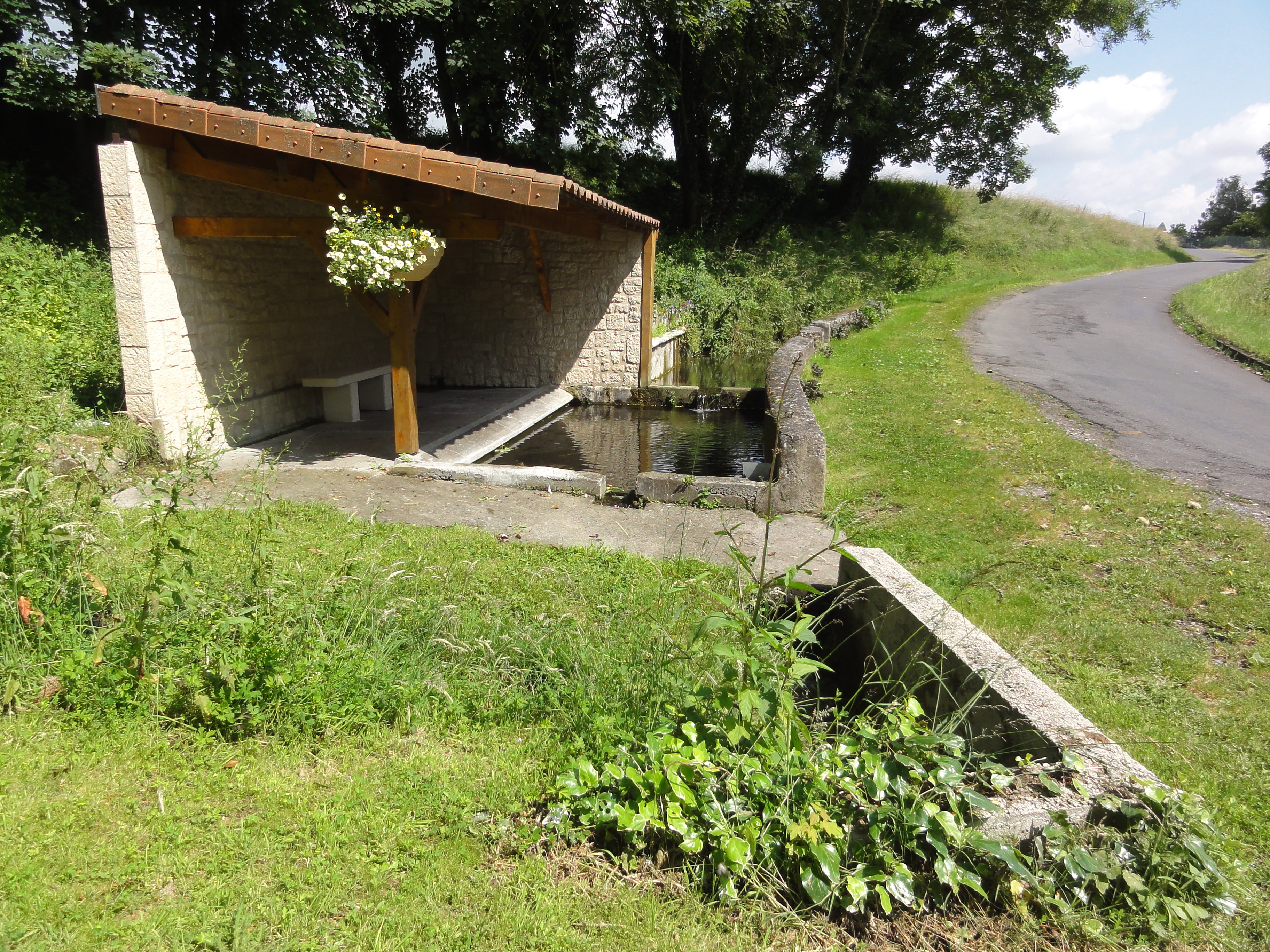
Lavoir.
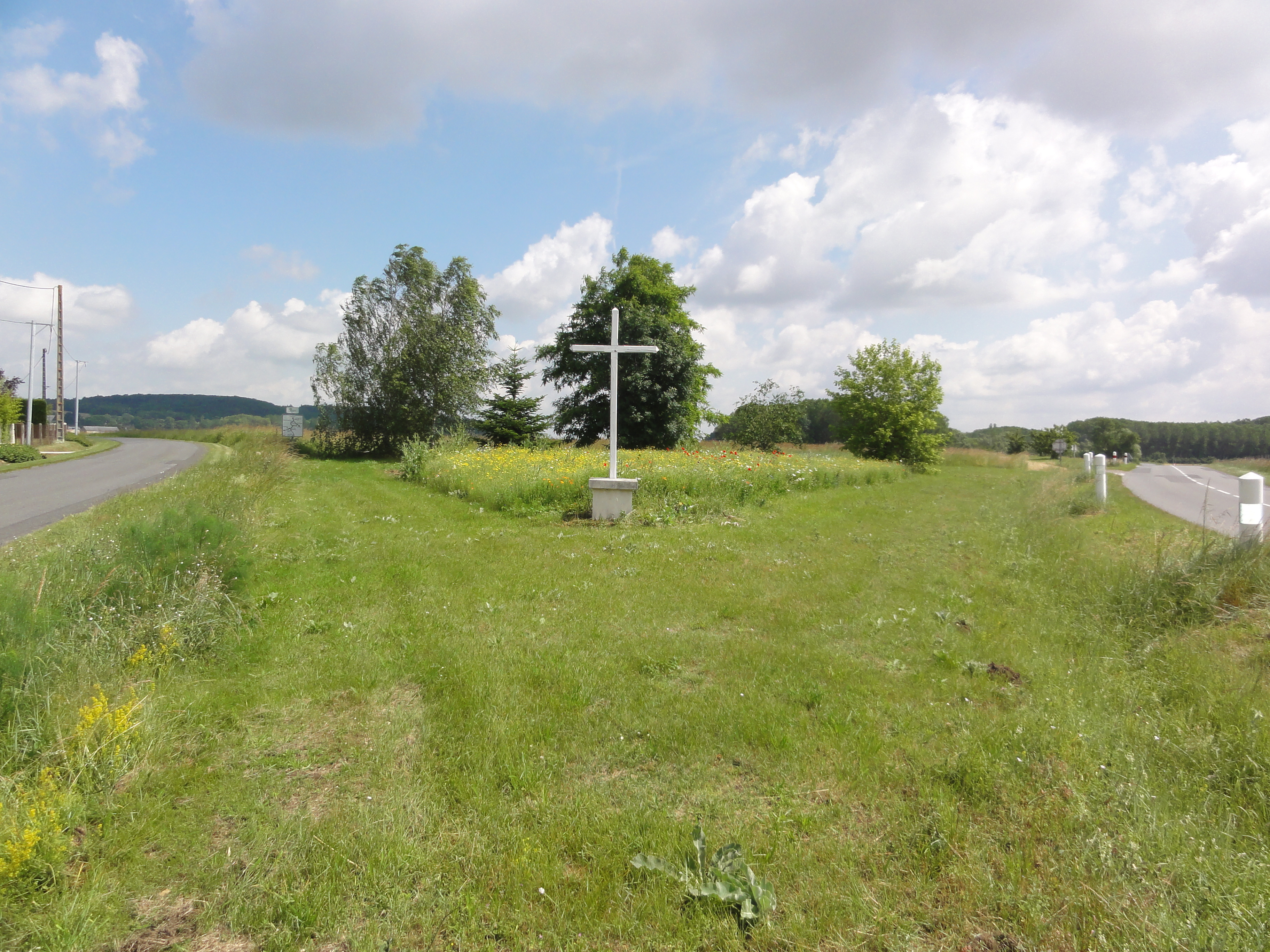
Croix de chemin à la Croix Blanche.

#### Patrimoine naturel
La commune abrite sur son territoire une zone naturelle d'intérêt écologique, faunistique et floristique (ZNIEFF) qui couvre 6 % de la surface communale : le bois de la Bonde et les brandes de la Corbery. Ils bénéficient d'une protection par maîtrise foncière par le classement comme espaces naturels sensibles (ENS).

##### Arbres remarquables
Selon l'Inventaire des arbres remarquables de Poitou-Charentes, il y a un arbre remarquable sur la commune qui est un sophora du Japon. Il est situé au lieu-dit la Gàtinalière.

##### Le bois de la Bonde et les brandes de la Corbery
Le bois de la Bonde et les brandes de la Corbery se situent dans l’extrême nord du département de la Vienne, aux confins des régions Poitou-Charentes et Pays de la Loire, sur les territoires des communes de Antran, Usseau, Vaux-sur-Vienne et Vellèches. Ces deux sites  sont recouverts de bois et de landes. Ils occupent un haut plateau siliceux qui domine la rive gauche de la Vienne.
Sur ce territoire, comme dans tout le Nord-Ouest du département actuel de la Vienne, entre les villes de Châtellerault et de Loudun, les formations crétacées sont recouvertes de sols sableux ou limoneux, acides et hydromorphes, riches en cailloux et blocs siliceux, dénommés : les bornais. Sur ces terres de médiocre qualité, la forêt et la lande ont longtemps dominé. La végétation était, autrefois, périodiquement incendiée afin de régénérer la production herbacée et offrir, ainsi, un pâturage aux animaux. Les cultures céréalières étaient plutôt réservées aux plaines calcaires.
De nos jours la moitié du site a été planté de résineux et a perdu, ainsi, une partie de sa spécificité. Toutefois, la zone a quand même pu conserver un certain nombre des habitats typiques hérités de ces anciennes activités agro-sylvo-pastorales. Ainsi, la chênaie calcifuge composée de chênes sessiles et de chênes pédonculés existe toujours. Elle est mêlée avec des sorbiers, des trembles et des châtaigniers. La chênaie alterne avec des landes atlantiques à «brande» ou bruyère à balais et ajoncs. En outre, le bois de la Bonde a été morcelé par le passage de l’autoroute A10. Malgré ces modifications récentes, le site offre encore un fort intérêt biologique qui se manifeste notamment dans sa richesse ornithologique et qui a justifié son classement comme zone naturelle d'intérêt écologique, faunistique et floristique (ZNIEFF). Cette zone couvre 6 % de la surface communale.
Parmi les quelque 50 espèces d’oiseaux répertoriées sur ce territoire, 11 sont particulièrement rares et font l’objet d’une protection au niveau national (Bouvreuil pivoine Huppe fasciée, Locustelle tachetée, Mésange huppée, Moineau friquet, Pipit rousseline). Le Busard Saint-Martin et le Busard cendré, deux élégants rapaces gris pâle au vol onduleux et bas nichent sur la zone. En revanche, le Circaète Jean-le-Blanc, un grand rapace méridional, vient des boisements alentour pour capturer dans la lande les serpents et autres reptiles qui représentent l’essentiel de son régime alimentaire. Parmi les passereaux, on remarque surtout la présence de la Fauvette pitchou, qui a trouvé dans les étendues de bruyère à balais, un milieu de substitution aux maquis méditerranéens qui constituent son biotope d’origine. L ’Engoulevent d’Europe chasse, à la nuit tombée, au-dessus de la lande et dans les clairières de la forêt, les gros insectes nocturnes qui constituent l'essentiel de sa nourriture. Le Faucon hobereau, un petit rapace sombre, amateur lui aussi de gros insectes et de petits passereaux, chasse aussi à la tombée de la nuit mais juste avant l'Engoulevent d’Europe.

### Personnalités liées à la commune
- Elodie Godefroy, Princesse de Montmirail de la Gatinière, 1895-1995
- Martial de Savignac y a été curé avant la Révolution française.